# Заводянка (Росія)
Заводя́нка (рос. Заводянка, башк. Заводянка) — присілок у складі Чишминського району Башкортостану, Росія. Входить до складу Алкінської сільської ради.
Населення — 91 особа (2010; 74 в 2002).
Національний склад:
- росіяни — 47 %
- українці — 46 %